# Convention de Chatham
La convention de Chatham est une convention réunie autour de l'abolitionniste américain John Brown le 8 mai 1858 à Chatham, en Ontario.
Le leader du Bleeding Kansas y expose à ses partisans blancs et aux 34 Afro-Américains qui les ont rejoints son plan pour libérer les personnes réduites en esclavage aux États-Unis : il entend frapper un point dans le Sud, y générer le soulèvement des populations serviles et des libres sympathiques à leur cause puis enfin les installer tous dans les montagnes, d'où ils pourront résister aux assauts militaires.
La convention adopte son projet constitutionnel, intitulé Provisional Constitution and Ordinances for the People of the United States, pour les terres qu'il espère ainsi contrôler à terme. Brown est par ailleurs désigné commandant en chef de l'armée de libération qu'ils comptent établir.
L'attaque annoncée lors de la convention aura lieu un peu plus d'un an plus tard à Harpers Ferry, alors en Virginie. Plusieurs des participants de ce raid de John Brown contre Harpers Ferry sont déjà présents à la convention de Chatham, parmi lesquels le secrétaire John Henry Kagi, tué lors de l'assaut.